# Tryphon de la Petchenga
Tryphon de la Petchenga ou Tryphon de Kola, russe : Трифон Печенгский finnois : Pyhittäjä Trifon est un higoumène et un saint russe du XVIe siècle qui évangélisa les samis dont les skolts en Laponie. Il est considéré comme le fondateur du monastère de la Petchenga. Fêtes le 15 décembre (natalice) le 1er février (avec son saint patron saint Tryphon de Lampsaque).
.

## Vie

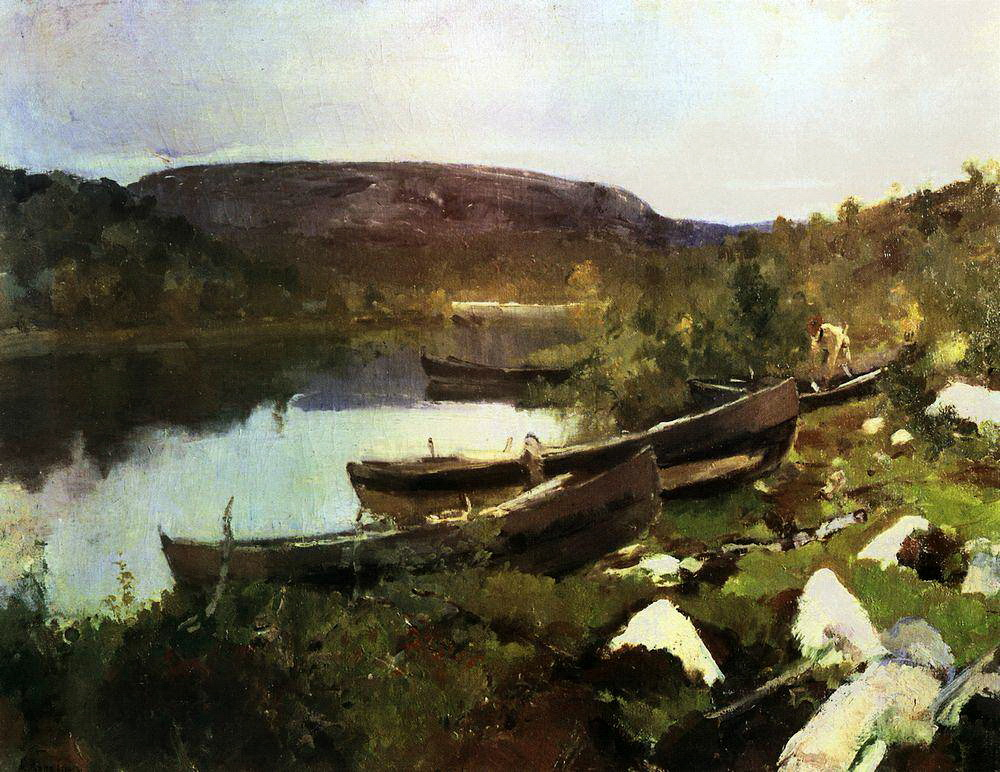
Korovine, Le Ruisseau de saint Tryphon, 1894

Né vers 1495 dans la région de Novgorod, il quitte très tôt sa famille pour se diriger dans les régions nordiques et y suivre l'Évangile. C'est dans la péninsule de Kola qu'il poursuit ses pérégrinations. Il évangélise les Lapons de la rivière Petchenga, mais ne peut les baptiser, car il n'était pas hiéromoine. 
En 1433, il se rend à Novgorod: Macaire lui donne la permission de construire son église de la Trinité qu'il bâtit au bord de la rivière, à 150 km de la ville de Kola. Pour fonder ensuite son monastère, il se rend à Moscou et obtient le soutien du tsar. Il meurt le 15 décembre 1583 ou 1589.
La localité de Trifona, sur la Petchenga, porte son nom.

## Controverse sur son identité
La contemporanéité des actions évangélisatrices de ce moine avec celles de Théodoret de Kola, bien que ces deux figures ne soient jamais évoquées ensemble, ont été à l'origine de nombreuses interrogations dans l'historiographie : Sont-ils la même personne ? Sont ils des collaborateurs ? 

## Sources
- Michael Klimenko, Ausbreitung des Christentums in Russland seit Vladimir dem Heiligen bis zum 17. Jahrhundert: Versuch einer Übersicht nach russischen Quellen, Berlin & Hambourg, Lutherisches Verlagshaus, 1969, p. 222-225